# Big Fred
Fredrik Eddari, egentligen Fredrik Mikael Rachid Hedberg Eddahri, känd under artistnamnet Big Fred, född 30 augusti 1977 i Rinkeby, Stockholms län, död 25 november 2023 i Katarina distrikt i Stockholm, var en svensk rappare, programledare, skådespelare,  komiker och läkare.

## Biografi

### Familj och yrke
Fredrik Eddahri, vars far kom från Marocko och vars mor var svenska, var läkare.

### Musik
Under artistnamnet Big Fred blev Eddari känd som rappare i samband med det stora genombrottet för svensk hiphop under 1990-talets sista år. Han medverkade bland annat på Petters debutplatta Mitt sjätte sinne på låten Riddarna runt runda bordet. Han var en betydande medlem i det välkända 165-kollektivet, tillsammans med rappare som Ken Ring och Houman Sebghati.
På scen kunde han ofta ses i sällskap med Ken Ring och periodvis agerade han som support för Ayo och Blues vid deras framträdanden. Han syntes bland annat i musikvideon till låten "Eld och djupa vatten".

### Film och TV
Inför valet 2002 var Eddari tillsammans med Doreen Månsson programledare för samhällsprogrammet Fläsk på SVT. 2005 blev han programledare för UR-programmet Krokodill tillsammans med Thérèse Ekberg. Året därpå, 2006, skrev och medverkade han i humorprogrammet Sen kväll med Pierre som var en del av SVT:s humorsatsning Humorlabbet. Han samarbetade då med Felipe Leiva Wenger. Våren 2008 visades parets humorproduktion Lilla Al-Fadji & Co, en spinoff på Sen kväll med Pierre, i Kanal 5. Han spelade även karaktären Abu Hassan i radioprogrammet  Hälliwüüd Radio i Sveriges radio P3.
Utöver humorproduktioner och sin roll som programledare gjorde Eddari ett antal större och mindre roller i ett flertal svenska filmer. 2003 deltog Eddari och Månsson, som han gjorde programmet Fläsk med, i tv-serien Dream team som producerades för SVT, där han spelade Kim, en av huvudrollerna. 2006 spelade han rollen som Ali i filmen Förortsungar. Eddari medverkade i filmen Metropia som hade premiär 2009, där han gjorde rösten till Mehmet. I filmen spelade han mot Juliette Lewis, Shanti Roney och Stellan Skarsgård. I Åsa-Nisse – wälkom to Knohult hade han en mindre roll som oljeshejk 2.